# Symphytum pseudobulbosum
Symphytum pseudobulbosum är en strävbladig växtart som beskrevs av Georges Vincent Aznavour. 
Symphytum pseudobulbosum ingår i släktet vallörter, och familjen strävbladiga växter. Inga underarter finns listade i Catalogue of Life.